# 尼约勒
尼约勒（法語：Nieul，法語發音：[njœl]）是法国新阿基坦大区上维埃纳省的一个市镇，属于利摩日区。

## 地理
尼约勒（45°55'28"N, 1°10'17"E）面积16.97 平方千米，位于法国新阿基坦大区上维埃纳省，该省份为法国中西部省份，北起顺时针与安德尔省、克勒兹省、科雷兹省、多爾多涅省、夏朗德省和维埃纳省接壤。
与尼约勒接壤的市镇（或旧市镇、城区）包括：圣茹旺、沙普特拉、库泽克斯、佩里亚克、圣让斯。

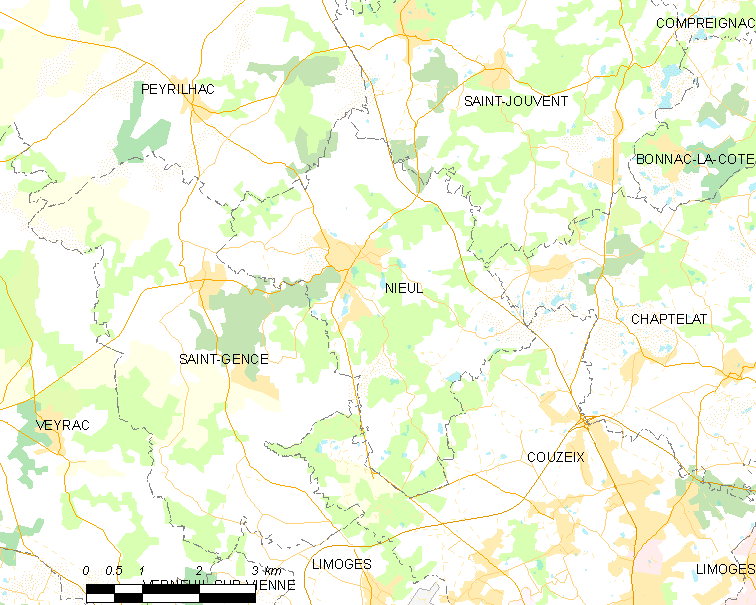
尼约勒的OSM定位图

尼约勒的时区为UTC+01:00、UTC+02:00（夏令时）。

## 行政
尼约勒的邮政编码为87510，INSEE市镇编码为87107。

## 政治
尼约勒所属的省级选区为库泽克斯县。

## 人口

1962-2008年间尼约勒人口变化图示

尼约勒于2022年1月1日时的人口数量为1594人。